# Aventuras de Agapito
Pour plus de détails, voir Fiche technique et Distribution.
Aventuras de Agapito est un film portugais muet en noir et blanc co-réalisé en 1923 par Roger Lion et Maurice Mariaud.
Il a été réalisé lors du séjour de Roger Lion au Portugal entre 1922 et 1924.

## Fiche technique
- Réalisation : Roger Lion, Maurice Mariaud
- Scénario : Maurice Mariaud
- Directeur de la photographie : Artur Costa de Macedo
- Producteur : Henrique Alegria
- Régisseur général : Alberto Castro Neves
- Production : Patria Film
- Genre: Farce comique en deux parties à la manière de Mack Sennett
- Sortie à Porto : le 17 mars 1924 (Cinéma Olympia)
- Sortie à Lisbonne : le 7 avril 1924 (Salão Central)

## Distribution
- Nestor Lopes : Agapito
- Romeo Gonçalves
- Francisco Rommer